# Vic Morrow
Victor "Vic" Morrow (New York, 1929. február 14. – Valencia, Kalifornia, 1982. július 23.) amerikai színész, forgatókönyvíró, rendező. Jennifer Jason Leigh színésznő édesapja.

## Élete és pályafutása
Morrow a New York-i Bronx-ban született, középosztálybeli zsidó családban. 17 évesen csatlakozott a Haditengerészethez. 1958-ban Morrow feleségül vette Barbara Turner színésznőt. Két lányuk született: Carrie Ann Morrow (1958) és Jennifer Jason Leigh (1962). Morrow és Turner 1964-ben elváltak. A válás után megromlott a viszonya a lányával, aki ennek hatására vette fel a "Jennifer Jason Leigh" nevet. Morrow 1975-ben újra nősült és Gale Lester (későbbi nevén: Gale Morrow Butler) házastársa lett. Első filmszerepe az 1955-ös Tábladzsungel című mozifilm volt. Számos filmben és tv-sorozatban szerepelt, haláláig, 1982-ig.

## Halála
1982-ben, szerepet kapott a Homályzóna című filmben, amit John Landis rendezett. 1982. július 23-án, a kora reggeli órákban, Morrow és két gyermek, 7 éves Myca Dinh Le, és 6 éves Renee Shin-Yi Chen, a szerepük szerint, a vietnámi háborúban egy amerikai helikopter elől menekülnek. A kaliforniai indián dűnék közelében forgatott jelenetben a helikopter vezetője, közeli pirotechnikai robbantások miatt, elveszítette az uralmat a körülbelül 24 láb (7,3 méter) magasan repkedő gép felett és rázuhant a két gyermeket a kezében cipelő Morrow-ra, akik mindhárman szörnyethaltak.
Landist és négy másik vádlottat 1987-ben felmentették a gondatlanságból elkövetett emberölés vádja alól. A gyerekszínészek szülei és Morrow családja is kártérítési pert indított. Morrow családja egy meg nem nevezett összegű kártérítés után elálltak a pertől.  A két gyermekszínész szülei 2-2 millió dolláros kártérítést kaptak.

## Válogatott filmográfia
| Év        | Cím                                | Szerep                  | Megjegyzés                                                                     |
| --------- | ---------------------------------- | ----------------------- | ------------------------------------------------------------------------------ |
| 1955      | Tábladzsungel                      | Artie West              |                                                                                |
| 1956      | The Millionaire                    | Joey Diamond            | Tévésorozat, 1 rész                                                            |
| 1956      | Váltságdíj                         | Lars Peterson           |                                                                                |
| 1956      | Climax!                            | Ted                     | Tévésorozat, 1 rész                                                            |
| 1957      | Men in War                         | Corporal James Zwickley |                                                                                |
| 1957      | Alfred Hitchcock Presents          | Benny Mungo             | Tévésorozat, 1 rész                                                            |
| 1958      | King Creole                        | Shark                   |                                                                                |
| 1958      | Richard Diamond, Private Detective | Joe Rovi                | Tévésorozat, a "The Ed Church Case" című részben                               |
| 1958      | God's Little Acre'                 | Shaw Walden             |                                                                                |
| 1958      | The Rifleman                       | Johnny Cotton           | Tévésorozat, a "The Angry Gun" című részben                                    |
| 1959      | Naked City                         | David Greco             | ABC-TV, 1 episode                                                              |
| 1959      | The Rifleman                       | Brett Stocker           | Tévésorozat, a "The Letter of the Law" című részben                            |
| 1959      | Johnny Ringo                       | Bill Stoner             | Tévésorozat, a "Kid With a Gun" című részben                                   |
| 1960      | Bonanza                            | Lassiter                | Tévésorozat, a "The Avenger" című részben (1960/3, 26. epizód)                 |
| 1960      | The Barbara Stanwyck Show          | Leroy Benson            | NBC-TV, 1 részben                                                              |
| 1960      | Cimarron                           | Wes Jennings            |                                                                                |
| 1960      | The Brothers Brannagan             | Locke                   | Syndicated TV, tv-sorozat, a "Tune in for Murder" részben                      |
| 1960      | The Untouchables                   | Collier                 | Tévésorozat, a "The Tommy Karpeles Story" című részben                         |
| 1961      | Portrait of a Mobster              | Dutch Schultz           |                                                                                |
| 1961      | The Tall Man                       | Skip Farrell            | Tévésorozat, a "Time of Foreshadowing" című részben                            |
| 1961      | The Law and Mr. Jones              | Dr. Bigelow             | Tévésorozat, a "A Very Special Citizen" című részben                           |
| 1962      | The New Breed                      | Belman                  | Tévésorozat, 1 részben                                                         |
| 1962      | The Untouchables                   | Vince Shirer            | Tévésorozat, a "The Maggie Storm Story" című részben                           |
| 1962–1967 | Combat!                            | Chip Saunders           | 152 részben főszereplő, 1963-ban Emmy-díjat kapott, 7 részt írt                |
| 1966      | Deathwatch                         |                         | Rendező, forgatókönyvíró, producer, nem szerepelt a filmben                    |
| 1969      | Target: Harry                      | Harry Black             |                                                                                |
| 1970      | he Immortal                        | Sheriff Dan W. Wheeler  | Tévésorozat, 1 részben                                                         |
| 1970      | Dan August                         | Steve Harrison          | Tévésorozat, 1 részben                                                         |
| 1970      | A férfi, akit Sledge-nek hívtak    | nem szerepelt a filmben | rendező, író                                                                   |
| 1971      | Hawaii Five-O                      | Edward Heron            | Tévésorozat, 1 részben                                                         |
| 1971      | Mannix                             | Eric Latimer            | Tévésorozat, 1 részben                                                         |
| 1971      | Sarge                              | Lt. Ross Edmonds        | Tévésorozat, 1 részben                                                         |
| 1972      | McCloud                            | Richard                 | Tévésorozat, 1 részben                                                         |
| 1972      | Oen Marshall: Counselor at Law     | Andy Capaso             |                                                                                |
| 1972      | Mission: Impossible                | Joseph Collins          | Tévésorozat, 1 részben                                                         |
| 1973      | Love Story                         | Dave Walters            | Tévésorozat, 1 részben                                                         |
| 1973–1974 | Police Story                       | Sergeant Joe LaFrieda   | Tévésorozat, 3 részben                                                         |
| 1973–1974 | The Evil Touch                     | Purvis Greene           | Tévésorozat, 1 részben, író is volt                                            |
| 1973–1974 | San Francisco utcáin               | Vic Tolliman            | Tévésorozat, 1 részben                                                         |
| 1974      | Piszkos Mary és őrült Larry        | Cpt. Franklin           |                                                                                |
| 1974      | A kaliforniai kölyök               | Roy Childress           |                                                                                |
| 1975      | A gyerekfelügyelő                  | Vic                     |                                                                                |
| 1975      | The Night That Panicked America    | Hank Muldoon            | TV film                                                                        |
| 1976      | Captains and the Kings             | Tom Hennessey           | Minisorozat                                                                    |
| 1976      | Gáz van, jövünk!                   | Roy Turner              |                                                                                |
| 1976      | Matecumbe kincse                   | Spangler                |                                                                                |
| 1977      | Hunter                             |                         | Tévésorozat. a "The K Group (Part One)" című részben                           |
| 1977      | Gyökerek                           | Ames                    | ABC-TV minisorozat                                                             |
| 1977      | The Hostage Heart                  | Steve Rockewicz         | TV-film                                                                        |
| 1978      | Wild and Wooly                     | Warden Willis           | TV-film                                                                        |
| 1978      | Üzenet az űrből                    | General Garuda          | Japán (Toei) film                                                              |
| 1978–1980 | Charlie angyalai                   | Lt. Harry Stearns       | Tévésorozat, 2 részben                                                         |
| 1979      | Greatest Heroes of the Bible       | Arioch                  | Tévésorozat, 1 részben                                                         |
| 1979      | The Evictors                       | Jake Rudd               |                                                                                |
| 1979      | The Seekers                        | Leland Pell             | TV-film                                                                        |
| 1980      | Humanoids from the Deep            | Hank Slattery           |                                                                                |
| 1980      | B.A.D. Cats                        | Capt. Eugene Nathan     | Tévésorozat, 9 részben                                                         |
| 1980      | The Last Shark                     | Ron Hamer               |                                                                                |
| 1981      | Magnum                             | Jordan nyomozó          | Tévésorozat, 1 részben                                                         |
| 1982      | Fantasy Island                     | Douglas Picard          | Tévésorozat, 1 részben                                                         |
| 1982      | 1990: The Bronx Warriors           | Hammer                  |                                                                                |
| 1983      | Homályzóna                         | Bill Connor             | a film forgatása során halt meg balesetben; nem került bele a filmbe a jelenet |

## Fordítás
- Ez a szócikk részben vagy egészben  a   Vic Morrow című angol Wikipédia-szócikk fordításán alapul.  Az eredeti cikk szerkesztőit annak laptörténete sorolja fel. Ez a jelzés csupán a megfogalmazás eredetét és a szerzői jogokat jelzi, nem szolgál a cikkben szereplő információk forrásmegjelöléseként.